# BMW Open 2019
BMW Open 2019 — тенісний турнір, що проходив на ґрунтових кортах у місті Мюнхен, Німеччина з 29 квітня. Належав до категорії ATP Tour 250.

## Фінальна частина

### Одиночний розряд
Крістіан Гарін —  Маттео Берреттіні 6–1, 3–6, 7–6(7–1)

### Парний розряд
Фредерік Нільсен /  Тім Пюц —  Марсело Демолінер /  Дівідж Шаран 6–4, 6–2